# Viaggio interplanetario
Per viaggio interplanetario si intende un viaggio tra due o più pianeti all'interno di uno stesso sistema stellare.
Al contrario di un viaggio interstellare, le tecnologie per un simile spostamento sono già disponibili anche se tale viaggio non avrebbe un immediato ritorno economico, avendo più che altro valore scientifico. Attualmente i viaggi interplanetari nel nostro sistema solare sono effettuati ad opera di sonde automatiche senza equipaggio umano, esclusivamente a scopo esplorativo, ma non è da escludere in un futuro non molto prossimo un fine estrattivo o anche turistico. Nell'immediato comunque un eventuale viaggio umano è precluso poiché raggi cosmici e vento solare sono da considerarsi poco schermabili e quindi altamente dannosi per la salute umana, anche considerando la probabile durata del viaggio.